# USS Massachusetts (BB-59)
USS Massachusetts (BB-59) byla bitevní loď amerického námořnictva. Jednalo se o třetí a zároveň předposlední jednotku třídy South Dakota.

## Výzbroj
Hlavní výzbroj tvořily 3 tříhlavňové střelecké věže s děly Mk 6, která 
měla i ži 406 mm a dostřel 37 km. Sekundární výzbroj tvořilo 10 dvojhlavňových víceúčelových děl Mk 12 ráže 125 mm. Protiletadlovou obranu tvořilo 7 čtyřhlavňových kanónů Bofors ráže 40 mm a 35 kanónů Oerlikon ráže 20 mm. Massachusetts také měla ve výbavě 3 hydroplány Vought OS2U Kingfisher, jejichž tvořily oj byla 2 kulomety Browning a 295 kg bomb.